# Râul Valea Cerbului, Sălăuța
Râul Valea Cerbului este un curs de apă, afluent al râului Sălăuța. 